# Hypericum rupestre

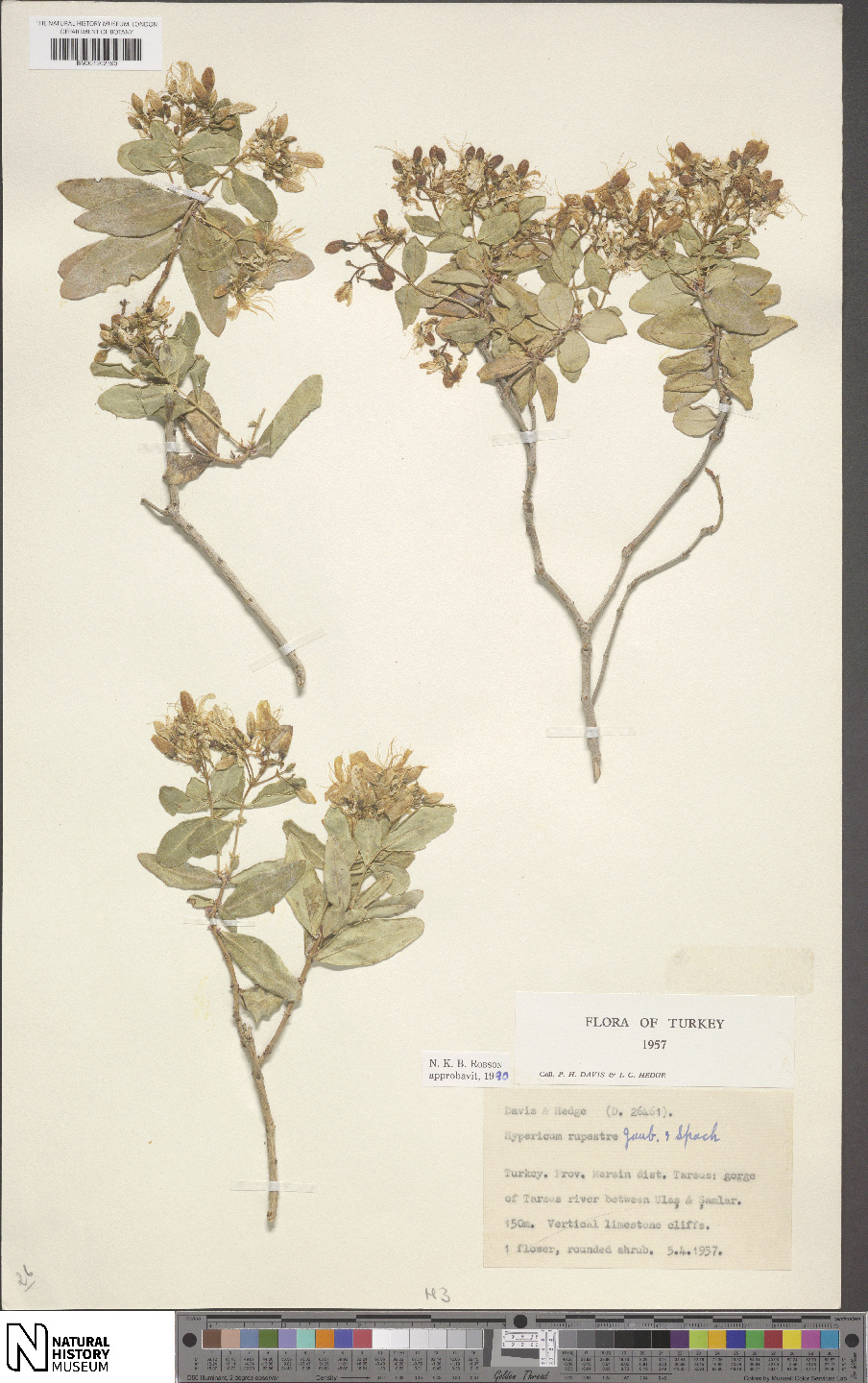
Mẫu vật của Hypericum rupestre

Hypericum rupestre là tên của một loài cây có hoa nằm trong chi Hypericum và là loài điển hình của phái Arthrophyllum (một trong 36 phái của chi Hypericum, gồm 5 loài). Vào năm 1842, hai nhà thực vật học người Pháp Hippolyte Jaubert và Édouard Spach đã mô tả loài này và xuất bản trong tập chí Ill. Pl. Orient.. Người ta chỉ thấy loài này ở một khu vực có diện tích nhỏ tại Thổ Nhĩ Kỳ.

## Mô tả
Loài này là cây bụi, khi trưởng thành sẽ có thể cao đến 30 cm. Nó thẳng đúng, nhiều nhánh của nó tạo thành cụm, cụm này là hình cầu gồm nhiều nhánh thẳng đứng và nhiều nhánh cong. Thân của nó màu xanh và có 4 đường khi nó còn nhỏ, nhưng khi trưởng thành thì chuyển sang nâu đỏ và trơn tru. Thân vẫn tiếp tục chuyển sang màu xám nhưng chậm hơn.Mỗi cá thể của chúng có từ 9 đến 16 hoa và thường mọc từ 2 mấu. Chồi hoa của nó tròn, elip có đường kính từ 2 đến 2,5 cm. Cánh hoa có màu vàng tươi. Nó có từ 30 đến 40 nhánh và 3 nhụy hoa.

## Sử dụng
H. rupestre cùng với nhiều loài khác cùng chi đều có dược tính nên được dùng trong các bài thuốc dân gian tại nơi nó sống là Thổ Nhĩ Kì. Do vậy, các nhà khoa học đã nghiên cứu về tính kháng khuẩn của nó. Bảng dưới đây sẽ cho thấy tác động của ethanol trích xuất từ loài cây này trong việc kháng hai loại vi khuẩn là Staphylococcus aureus và Bordatella bronchiseptica.
| Đối tượng          | Hiệu quả của Aqueous trích xuất từ đối tượng | Hiệu quả của Aqueous trích xuất từ đối tượng | Hiệu quả của Ethanol trích xuất từ đối tượng | Hiệu quả của Ethanol trích xuất từ đối tượng |
| Đối tượng          | MIC                                          | MBC                                          | MIC                                          | MBC                                          |
| ------------------ | -------------------------------------------- | -------------------------------------------- | -------------------------------------------- | -------------------------------------------- |
| Hypericum rupestre | 1.6–6.3 mg/mL                                | 3.2–25 mg/mL                                 | 0.8–3.2 mg/mL                                | 1.6–12.5 mg/mL                               |